# Pierre Wajoka
Pierre Wajoka (19 de diciembre de 1978 en Numea) es un exfutbolista neocaledonio que jugaba como mediocampista.

## Carrera
Debutó en 1995 jugando para el AS Magenta. En 2006 pasó al AS Lössi, aunque regresaría al Magenta al cabo de un año. En 2011 firmó con el FCN Gaïtcha para volver a ponerse la camiseta del Magenta en 2016, año en el que decidió retirarse.

### Clubes
| Club        | País            | Año         |
| ----------- | --------------- | ----------- |
| AS Magenta  | Nueva Caledonia | 1995 - 2005 |
| AS Lössi    | Nueva Caledonia | 2006 - 2007 |
| AS Magenta  | Nueva Caledonia | 2007 - 2010 |
| Gaïtcha FCN | Nueva Caledonia | 2011 - 2015 |
| AS Magenta  | Nueva Caledonia | 2016        |

### Selección nacional
Disputó 36 encuentros con la selección de Nueva Caledonia, en los que convirtió 14 goles. En su carrera obtuvo la medalla de plata en los Juegos del Pacífico Sur 2003, así como la de oro en Apia 2007 y Numea 2011. Fue también subcampeón de la Copa de las Naciones de la OFC 2008, además de integrar el plantel que disputó la edición 2004.